# Seleção Islandesa de Basquetebol Masculino
A Seleção Islandesa de Basquetebol Masculino é a equipe que representa a Islândia em competições internacionais. Mantida pela Federação Islandesa de Basquetebol (islandês: Körfuknattleikssamband Íslands (KKÍ) que é filiada a Federação Internacional de Basquetebol desde 1961.
A Islândia participa dos Jogos dos Pequenos Estados da Europa e conquistou a Medalha de Ouro em 2007 disputados em Mónaco.